# لوئیجی پرینی
لوئیجی پرینی (ایتالیایی: Luigi Perenni; ۶ ژوئن ۱۹۱۳ – ۲۸ اوت ۱۹۴۳) اسکی‌باز اهل ایتالیا بود.